# Lobogeniates borgmeieri
Lobogeniates borgmeieri är en skalbaggsart som beskrevs av Martinez 1958. Lobogeniates borgmeieri ingår i släktet Lobogeniates och familjen Rutelidae. Inga underarter finns listade i Catalogue of Life.